# 山田長夫
山田 長夫（やまだ ながお、1913年6月5日 - 1987年1月27日）は、日本の経済学者。
愛知県出身。東京商科大学卒。関東学院大学助教授、横浜市立大学助教授、教授、1979年定年退官、名誉教授。ケインズ経済学を研究した。

## 著書
- 『ケインズ古典派経済学批判序説』夏目書店 経済思想家選書 1948
- 『ケインズ 世紀の經濟學者』壯文社 1949
- 『ケインズ 資本主義のコンサルタント』評論社 経済学新書 1963
- 『ケインズ研究 歴史的接近』有隣堂 1988

### 翻訳
- 『原典経済学』伊坂市助、越村信三郎、宮川武雄、長洲一二共編 同文館 1953
- 『経済思想発展史 第4 限界効用学派』越村信三郎共監訳 H.W.スピーゲル編 東洋経済新報社 1954

## 論文
- <山田長夫